# Après La Classe
Après La Classe – włoska grupa muzyczna grająca od 1996 roku. Zespół pochodzi z regionu Apulia, a jego muzyka łączy elementy ska, reggae, rocka i muzyki elektronicznej z wpływami tradycyjnej muzyki włoskiej i śródziemnomorskiej.
Après La Classe zdobyli popularność we Włoszech dzięki energetycznym koncertom oraz utworom takim jak „Paris”, „Mammalitaliani” czy „Lu sule lu mare lu ientu”. Grupa wydała kilka albumów studyjnych, m.in. Après La Classe (2002), Un numero (2004) oraz Lunapark (2006). W swojej twórczości często poruszają tematy społeczne i społeczeństwa obywatelskiego, a także regionalnej tożsamości południowych Włoch.
Zespół występował na wielu festiwalach we Włoszech i poza granicami kraju, zyskując rozpoznawalność dzięki dynamicznemu stylowi i łączeniu różnych gatunków muzycznych.

## Skład
- Cesko Arcuti – wokal
- Francois Rekkia – perkusja
- Valerio "Combass" Bruno – bas
- Puccia – akordeon
- DJ Cordella

## Dyskografia

### Albumy
- 2002 - Après la Classe
- 2004 - Un numero
- 2006 - Lunapark

### Single
- 2004 - Sale la febbre
- 2004 - A fiate
- 2008 - Il miracolo